# Hexatoma (Eriocera) flammeinota
Hexatoma (Eriocera) flammeinota is een tweevleugelige uit de familie steltmuggen (Limoniidae). De soort komt voor in het Neotropisch gebied.